# 159102 Sarahflanigan
159102 Sarahflanigan è un asteroide della fascia principale. Scoperto nel 2004, presenta un'orbita caratterizzata da un semiasse maggiore pari a 2,9851352 au e da un'eccentricità di 0,0420119, inclinata di 9,80106° rispetto all'eclittica.